# الحمرا أويل
الحمرا أويل أو (بالإنجليزية: El Hamra Oil Co) هي إحدى شركات قطاع البترول المصري والتي تأسست عام 2005

## نشاط الشركة
- تقوم الشركة بالاستكشاف والتنقيب عن البترول والغاز الطبيعي بمنطقة امتياز العلمين

## رؤساء الشركة
- محمد السيد المليجي.
- أحمد الشريف.[1]
- محمد السيد المليجي.[2]
- أسامة ناصف.[3]